# Dänisches Jüdisches Museum

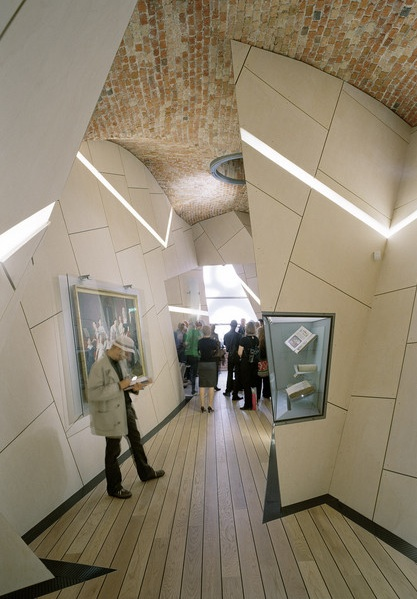
Innenansicht des Dänischen Jüdischen Museums

Das Dänische Jüdische Museum (dän. Dansk Jødisk Museum) ist ein Museum in Kopenhagen, das die rund 400-jährige Geschichte der Juden in Dänemark dokumentiert. Ein Schwerpunkt ist die Rettung der dänischen Juden während der Zeit der Besetzung durch Nazi-Deutschland im Oktober 1943.
Das Museum befindet sich im Zentrum der dänischen Hauptstadt, in Slotsholmen, in einem ehemaligen Gebäude des Altbaus der Dänischen Königlichen Bibliothek, erbaut 1622 unter König Christian dem Vierten. Es wurde von dem Architekten Daniel Libeskind entworfen und im Sommer 2004 eröffnet. Das Gebäude ähnelt von innen dem Jüdischen Museum Berlin, das vom gleichen Architekten stammt und 1999 eröffnet wurde.
Das Museum zeigt Gemälde, Zeichnungen, Fotografien, Bücher, Zeitungen, Videos und Filme.